# Liste der Bodendenkmale in Hambergen
In der Liste der Bodendenkmale in Hambergen sind die Bodendenkmale der niedersächsischen Gemeinde Hambergen aufgeführt. Die Quelle ist der Denkmalatlas Niedersachsen. 

Hambergen im Landkreis Osterholz

Der Stand der Liste ist der 29. Dezember 2024.

## Allgemein
In den Spalten finden sich folgende Informationen des Bodendenkmales:
Lagegeographische Koordinaten
BezeichnungBezeichnung lt. Denkmalatlas
BeschreibungBeschreibung lt. Denkmalatlas
IDObjekt-ID
BildBild, ggf. zusätzlich mit Link zu weiteren Fotos im Medienarchiv Wikimedia Commons.

## Hambergen
| Lage                        | Bezeichnung                      | Beschreibung | ID       | Bild |
| --------------------------- | -------------------------------- | --- | -------- | ---- |
| 53° 20′ 10″ N, 8° 50′ 30″ O | Hambergen 7, Grabhügel           | Durchmesser ca. 25 m und Höhe ca. 2 m. Groß, hoch gewölbt mit alten Seitenabtragungen. Rand abgesetzt. Südrand und auf der östlichen und nördlichen Seite Beschädigungen durch Viehtritt sichtbar. Auf der Kuppe mehrere Vertiefungen. | 28927897 | BW   |
| 53° 18′ 50″ N, 8° 51′ 13″ O | Hambergen 24, Wegespuren         | Von Nordnordost nach Südsüdwest, auf ca. 200 m Breite sind mindestens 32 Spuren, die z.T. hohlwegartig im Südhang eingetieft sind zu erkennen. | 28962511 | BW   |
| 53° 18′ 44″ N, 8° 51′ 14″ O | Hambergen 25, Grabhügel          | Durchmesser ca. 14 m und Höhe ca. 0,6 m. Alte, weite trichterförmige Eingrabung. Rand schwach abgesetzt. | 28985444 | BW   |
| 53° 18′ 43″ N, 8° 51′ 15″ O | Hambergen 26, Grabhügel          | Durchmesser ca. 21 m und Höhe ca. 1 m. Alte, flache Eingrabungen. Rand schwach abgesetzt. | 28962512 | BW   |
| 53° 19′ 8″ N, 8° 51′ 23″ O  | Hambergen 29, Grabhügel          | Durchmesser ca. 20 m und Höhe ca. 1,5 m. Rand abgesetzt. In der Südwesthälfte sich ringgrabenartige Vertiefung im Rand. Zwei alte, weite Eingrabungen. | 28927899 | BW   |
| 53° 19′ 20″ N, 8° 48′ 42″ O | Hambergen 31, Motte (Pappelburg) | In der Hamme-Niederung gelegen. Die künstlich aufgeworfene, regelmäßig ovale (O-W orientierte) Bodenerhöhung von 28 × 45 m, mit abgesetztem Rand ist deutlich im Gelände sichtbar. Ihre Datierung kann mittels der dort gefundenen Kugeltopfscherben in die Zeit um 1100 n.Chr. verortet werden. Historische Quellen bzw. Urkunden sind zu der Turmhügelburg nicht bekannt. Sie war möglicherweise der Sitz des erstmals 1342 erwähnten Bremer Ministerialengeschlechts von Borne. 1590 war die Motte als „Burgstall Pipsburg“ bekannt. | 28985659 | BW   |
| 53° 19′ 17″ N, 8° 50′ 13″ O | Hambergen 40, Grabhügel          | Durchmesser ca. 17 m und Höhe ca. 1 m. Mitte abgeflacht. Rand schwach abgesetzt. Im Südwest- und Südostbereich alte Abgrabungen. | 28962510 | BW   |
| 53° 19′ 18″ N, 8° 50′ 11″ O | Hambergen 41, Grabhügel          | | 28962513 | BW   |
| 53° 19′ 21″ N, 8° 50′ 12″ O | Hambergen 42, Grabhügel          | | 28962514 | BW   |
| 53° 19′ 19″ N, 8° 50′ 16″ O | Hambergen 43, Grabhügel          | Durchmesser ca. 17 m und Höhe ca. 1,2 m. Rand abgesetzt. In der Mitte eine alte, weite Eingrabung. | 28962507 | BW   |
| 53° 19′ 16″ N, 8° 50′ 16″ O | Hambergen 45, Grabhügel          | Durchmesser ca. 18 m und Höhe ca. 1,3 m. Rand abgesetzt. In der Mitte eine alte, flache Eingrabung, sowie eine neuere Erdentnahme im Westteil. Nordwestlicher Bereich abgegraben. | 28962515 | BW   |
| 53° 18′ 42″ N, 8° 51′ 30″ O | Hambergen 48, Grabhügel          | Durchmesser ca. 16 m und Höhe ca. 1,1 m. Rand abgesetzt. Hügelmitte abgeflacht mit flacher Einsenkung. Alte Erdentnahmestelle am Südrand sichtbar. | 28985658 | BW   |
| 53° 18′ 43″ N, 8° 51′ 31″ O | Hambergen 49, Grabhügel          | Durchmesser ca. 13 m und Höhe ca. 0,9 m. Rand allmählich auslaufend. In der Mitte eine alte, tiefe Eingrabung. | 28985771 | BW   |
| 53° 17′ 45″ N, 8° 48′ 37″ O | Hambergen 61, Grabhügel          | Durchmesser ca. 20 m und Höhe ca. 1,8 m. Hoch gewölbt, mit abgesetztem Rand. Kaninchenlöcher und einzelne alte Einsenkungen. An Südhälfte, im Ostbereich und auf Hügelkuppe Beschädigungen durch Viehtritt. | 28928038 | BW   |
| 53° 17′ 36″ N, 8° 49′ 52″ O | Hambergen 66, Grabhügel          | Durchmesser ca. 15 m und Höhe ca. 1 m. Rand abgesetzt. Alte Eintiefungen. | 28962516 | BW   |
| 53° 17′ 36″ N, 8° 49′ 52″ O | Hambergen 67, Grabhügel          | Durchmesser ca. 15 m und Höhe ca. 1 m. Rand abgesetzt. Alte Eintiefungen. | 28962516 | BW   |
| 53° 17′ 36″ N, 8° 49′ 53″ O | Hambergen 69, Grabhügel          | Durchmesser ca. 12 m und Höhe ca. 0,7 m. Westhälfte von alter Wegespur angeschnitten. Flacher, alter Ringgraben im schwach abgesetzten Rand sichtbar. | 28987006 | BW   |
| 53° 17′ 36″ N, 8° 49′ 52″ O | Hambergen 70, Grabhügel          | Durchmesser ca. 20 m und Höhe ca. 1 m. Weit und abgeflacht, mit abgesetztem Rand. Alte Eintiefungen. | 28962517 | BW   |
| 53° 18′ 48″ N, 8° 51′ 17″ O | Hambergen 121, Grabhügel         | Langoval, 8 × 6 m, H. 0,8 m. An zwei Seiten von hohlwegartig eingeschnittenen alten Wegespuren begrenzt. Rand abgesetzt. | 28962518 | BW   |
| 53° 19′ 3″ N, 8° 51′ 2″ O   | Hambergen 138, Grabhügel         | Durchmesser ca. 23 m und Höhe ca. 1,5 m. Ebenmäßig gewölbt, Mitte abgeflacht. Von West nach Ost tiefe Pflanzfurchen. | 28927900 | BW   |
| 53° 17′ 14″ N, 8° 47′ 35″ O | Hambergen 163, Grabhügel         | Durchmesser ca. 16 m und Höhe ca. 1,5 m. Starker Absatz in der Osthälfte und abgesetzter Rand. Am Rand zahlreiche kopfgroße Steine sichtbar. Alte Eingrabungen erkennbar. Südbereich teilweise abgepflügt. | 28985767 | BW   |
| 53° 17′ 9″ N, 8° 47′ 26″ O  | Hambergen 164, Grabhügel         | Durchmesser ca. 18 m und Höhe ca. 1,2 m. Abgeplattet. Rand abgesetzt und angepflügt. In der Mitte eine alte Eingrabung und Kaninchenlöcher. | 28928036 | BW   |
| 53° 17′ 7″ N, 8° 47′ 31″ O  | Hambergen 165, Grabhügel         | Durchmesser ca. 20 m und Höhe ca. 1,2 m. Flach gewölbt. Rand abgesetzt. Alte Einsenkungen und Kaninchenlöcher sichtbar. | 28985768 | BW   |
| 53° 17′ 2″ N, 8° 47′ 28″ O  | Hambergen 169, Grabhügel         | Durchmesser ca. 14 m und Höhe ca. 0,75 m. Rand schwach abgesetzt. In der Mitte weite, kesselartige Eingrabung. | 28985769 | BW   |
| 53° 16′ 27″ N, 8° 48′ 31″ O | Hambergen 174, Grabhügel         | Durchmesser ca. 15 m und Höhe ca. 1,2 m. Rand schwach abgesetzt. Im Ostteil eine neuere rechteckige, tiefe Eingrabung. Südlich einzelne alte Wegespuren von Ost nach West erkennbar. | 28928037 | BW   |
| 53° 19′ 22″ N, 8° 48′ 47″ O | Hambergen 220, Wegespuren        | Etwa 100 m lange, ONO-WSW orientierte, schmale Bodenerhöhung. | 28927901 | BW   |
| 53° 19′ 21″ N, 8° 48′ 44″ O | Hambergen 220, Wegespuren        | | 37005634 | BW   |

### Hambergen 9
- ID:28927893
- Grabhügelfeld mit fünf Grabhügeln.

| Lage                        | Bezeichnung                 | Beschreibung | ID       | Bild |
| --------------------------- | --------------------------- | --- | -------- | ---- |
| 53° 19′ 25″ N, 8° 50′ 22″ O | Hambergen 9                 | Durchmesser ca. 16 m und Höhe ca. 1,5 m. Rand abgesetzt. Durch alte, größere Erdentnahme im Westteil und eine alte flache Eingrabung in der Mitte gestört.                                                  | 28986905 |      |
| 53° 19′ 28″ N, 8° 50′ 26″ O | Hambergen 10                | Durchmesser ca. 15 m und Höhe ca. 1,2 – 1,3 m. Rand abgesetzt. Reiterpfad. | 28986906 | BW   |
| 53° 19′ 27″ N, 8° 50′ 27″ O | Hambergen 11                | Durchmesser ca. 15 m und Höhe ca. 1,5 m. Rand schwach abgesetzt. Einzelne flache Einsenkungen. | 28986907 | BW   |
| 53° 19′ 26″ N, 8° 50′ 27″ O | Hambergen 12, Großsteingrab | Hügelartige Erhebung, dessen Rand verklüftet und teilweise abgesetzt ist. Durchmesser ca. 17 m, Höhe ca. 1,20 m. Vermutlich handelt es sich um ein zerstörtes Großsteingrab oder eine zerstörte Steinkiste. | 28962494 | BW   |
| 53° 19′ 28″ N, 8° 50′ 30″ O | Hambergen 13                | Durchmesser ca. 13 m und Höhe ca. 0,6 m. Flach gewölbt mit sanft auslaufendem Rand. | 28962495 | BW   |

### Hambergen 15
- ID:28927894
- Grabhügelfeld mit drei Grabhügeln.

| Lage                        | Bezeichnung  | Beschreibung | ID       | Bild |
| --------------------------- | ------------ | --- | -------- | ---- |
| 53° 19′ 25″ N, 8° 50′ 57″ O | Hambergen 15 | Durchmesser ca. 15 m und Höhe ca. 1 m. Hoher, ringwallartiger Erdaufwurf im Gelände sichtbar.                          | 28962506 | BW   |
| 53° 19′ 19″ N, 8° 50′ 54″ O | Hambergen 16 | Durchmesser ca. 16 m und Höhe ca. 1,1 m. Hoher Ringwallaufwurf mit einer tiefen, trichterförmigen Eingrabung erhalten. | 28962508 | BW   |
| 53° 19′ 17″ N, 8° 50′ 54″ O | Hambergen 17 | Fläche 16 × 14 m und Höhe 1 m. Hoher, wallartiger Erdaufwurf erhalten.                                                 | 28962509 | BW   |

### Hambergen 18
- ID:28927895
- Grabhügelfeld mit drei Grabhügeln.

| Lage                       | Bezeichnung  | Beschreibung | ID       | Bild |
| -------------------------- | ------------ | --- | -------- | ---- |
| 53° 19′ 12″ N, 8° 51′ 0″ O | Hambergen 18 | Durchmesser ca. 20 m und Höhe ca. 2,5 m. Ebenmäßig gewölbt. Auf der Kuppe leichte Vertiefungen.                                           | 28986908 | BW   |
| 53° 19′ 11″ N, 8° 51′ 2″ O | Hambergen 19 | Durchmesser ca. 23 m und Höhe ca. 1,8 m. Hoch gewölbt. Mitte abgeflacht mit alten Einsenkungen, weitere Eingrabungen im abgesetzten Rand. | 28987002 | BW   |
| 53° 19′ 9″ N, 8° 51′ 1″ O  | Hambergen 20 | Durchmesser ca. 20 m und Höhe ca. 2 m. Im abgesetzten Rand ein kleiner Absatz. Mitte abgeflacht mit alten, flachen Einsenkungen.          | 28987001 | BW   |

### Hambergen 64
- ID:28985695
- Grabhügelfeld mit 24 Grabhügeln, einen zerstörten, einen beschädigten, sowie Reste von zahlreichen Wegespuren.

| Lage                        | Bezeichnung   | Beschreibung | ID       | Bild |
| --------------------------- | ------------- | --- | -------- | ---- |
| 53° 16′ 49″ N, 8° 49′ 19″ O | Hambergen 64  | Durchmesser ca. 14 m und Höhe ca. 0,8 m. Mitte abgeflacht. Rand abgesetzt. Mehrere Eingrabungen. | 28986909 | BW   |
| 53° 16′ 48″ N, 8° 49′ 19″ O | Hambergen 65  | Durchmesser ca. 13 m und Höhe ca. 1 m. Ebenmäßig gewölbt. Rand abgesetzt. | 28987004 | BW   |
| 53° 16′ 28″ N, 8° 48′ 45″ O | Hambergen 175 | Durchmesser ca. 16 m und Höhe ca. 1,3 m. Ränder abgesetzt. In der Mitte eine alte, trichterförmige Einsenkung. | 28985770 | BW   |
| 53° 16′ 33″ N, 8° 48′ 54″ O | Hambergen 176 | Durchmesser ca. 9 m und Höhe ca. 0,4 m. Schwach gewölbt mit flachen Einsenkungen. Rand sanft auslaufend. | 28962520 | BW   |
| 53° 16′ 34″ N, 8° 48′ 56″ O | Hambergen 177 | Durchmesser ca. 16 m und Höhe ca. 1,1 m. Rand allmählich auslaufend und im Norden von Acker angeschnitten. Mitte durch alte Abgrabung zerstört.                                                                                                   | 28962521 | BW   |
| 53° 16′ 43″ N, 8° 48′ 59″ O | Hambergen 180 | Durchmesser ca. 15 m und Höhe ca. 1,1 m. Rand der Nordhälfte abgesetzt. Südhälfte alt abgetragen. In Abbruchkante sind zahlreiche große Felssteine sichtbar. In der Mitte eine tiefe Eingrabung. Lediglich Teile des Nordbereiches noch erhalten. | 28962615 | BW   |
| 53° 16′ 49″ N, 8° 49′ 12″ O | Hambergen 182 | Durchmesser ca. 15 m und Höhe ca. 1,2 m. In der Mitte alte, trichterförmige Einsenkung. Rand abgesetzt mit flacher Ringgrabenvertiefung. | 28987005 | BW   |
| 53° 16′ 49″ N, 8° 49′ 12″ O | Hambergen 183 | Durchmesser ca. 14 m und Höhe ca. 0,8 m. Südrand allmählich auslaufend. Ost- und Westrand von alten Wegespuren angeschnitten. Mitte abgeflacht mit flachen Eintiefungen.                                                                          | 28987007 | BW   |
| 53° 16′ 49″ N, 8° 49′ 10″ O | Hambergen 184 | Durchmesser ca. 12 m und Höhe ca. 0,8 m. Mitte abgeflacht mit drei alten, flachen Eingrabungen. Rand allmählich auslaufend, mit ringgrabenförmiger, flachen Eintiefung. Oberfläche sehr unregelmäßig.                                             | 28962616 | BW   |
| 53° 16′ 55″ N, 8° 49′ 19″ O | Hambergen 185 | Durchmesser ca. 20 m und Höhe ca. 1,6 m. Hoch gewölbt mit stark abgesetztem Rand. Eine alte, weite Einsenkung in der Mitte. | 28987008 | BW   |
| 53° 16′ 54″ N, 8° 49′ 21″ O | Hambergen 186 | Durchmesser ca. 18 m und Höhe ca. 1,4 m. In der Oberfläche sowie im abgesetzten Rand alte flache Einsenkungen. | 28987009 | BW   |
| 53° 16′ 54″ N, 8° 49′ 24″ O | Hambergen 187 | Durchmesser ca. 16 m und Höhe ca. 1,1 m. Rand abgesetzt. Alte, flache Einsenkungen. Im Ostteil vom Straßenrand angeschnitten. | 28962619 | BW   |
| 53° 17′ 0″ N, 8° 49′ 20″ O  | Hambergen 188 | Durchmesser ca. 17 m und Höhe ca. 1,7 m. Rand abgesetzt. Im Hügelmantel flache Einsenkungen. | 28962620 | BW   |
| 53° 17′ 1″ N, 8° 49′ 22″ O  | Hambergen 189 | Durchmesser ca. 20 m und Höhe ca. 1,2 m. Rand abgesetzt. In der Mitte eine alte Eingrabung. | 28962519 | BW   |
| 53° 17′ 1″ N, 8° 49′ 21″ O  | Hambergen 190 | Durchmesser ca. 16 m und Höhe ca. 1,3 m. In der Mitte sich alte Eingrabung. Rand abgesetzt, mit ringgrabenartiger Einsenkung. | 28962621 | BW   |
| 53° 17′ 2″ N, 8° 49′ 21″ O  | Hambergen 191 | Durchmesser ca. 15 m und Höhe ca. 1,2 m. In der Mitte eine alte Eingrabung. Rand abgesetzt, mit ringgrabenartiger Einsenkung. | 28962622 | BW   |
| 53° 17′ 2″ N, 8° 49′ 23″ O  | Hambergen 192 | Durchmesser ca. 15 m und Höhe ca. 1,1 m. In der Mitte eine alte Eingrabung. Rand abgesetzt. Im östlichen Randbereich eine ringgrabenartige Einsenkung erkennbar.                                                                                  | 28962623 | BW   |
| 53° 17′ 3″ N, 8° 49′ 23″ O  | Hambergen 193 | Durchmesser ca. 14 m und Höhe ca. 1,2 m. Rand abgesetzt. In der Mitte eine alte Eingrabung. | 28962624 | BW   |
| 53° 17′ 3″ N, 8° 49′ 24″ O  | Hambergen 194 | Durchmesser ca. 14 m und Höhe ca. 1,2 m. Rand abgesetzt. In der Mitte eine alte Eingrabung. | 28962626 | BW   |
| 53° 17′ 4″ N, 8° 49′ 23″ O  | Hambergen 195 | Durchmesser ca. 14 m und Höhe ca. 1 m. Rand abgesetzt. In der Mitte eine alte, tiefe Eingrabung. | 28962617 | BW   |
| 53° 17′ 4″ N, 8° 49′ 24″ O  | Hambergen 196 | Durchmesser ca. 16 m und Höhe ca. 1,4 m. Abgesetzter Rand geht an drei Seiten in den natürlichen Hang über. Dadurch erscheint der Hügel höher. Alte Einsenkungen.                                                                                 | 28962627 | BW   |
| 53° 17′ 4″ N, 8° 49′ 26″ O  | Hambergen 197 | Durchmesser ca. 18 m und Höhe ca. 1,6 m. Rand abgesetzt. Alte Einsenkungen. | 28962625 | BW   |
| 53° 17′ 5″ N, 8° 49′ 26″ O  | Hambergen 198 | Durchmesser ca. 15 m und Höhe ca. 1,3 m. Rand abgesetzt. In der Mitte eine alte Eingrabung. | 28962629 | BW   |
| 53° 17′ 5″ N, 8° 49′ 28″ O  | Hambergen 199 | Durchmesser ca. 18 m und Höhe ca. 1,6 m. Rand stark abgesetzt. In der Mitte und im Nordostrand alte Eingrabungen. | 28962631 | BW   |
| 53° 17′ 9″ N, 8° 49′ 22″ O  | Hambergen 200 | Durchmesser ca. 14 m und Höhe ca. 1,1 m. In der Mitte eine alte Eingrabung. Allmählich auslaufender Rand mit einer ringgrabenartigen, schwachen Einsenkung.                                                                                       | 28962632 | BW   |